# Campeonato Femenino de Fútbol de Asia Oriental
El Campeonato Femenino de Fútbol de Asia Oriental es el campeonato de selecciones nacionales femeninas de fútbol organizado por la Federación de Fútbol de Asia Oriental (EAFF). La competición se lleva a cabo junto con la competición masculina.

## Palmarés
| Año          | Sede          | Campeón         | Final Resultado | Subcampeón      | Tercer lugar  | Resultado | Cuarto lugar  |
| ------------ | ------------- | --------------- | --------------- | --------------- | ------------- | --------- | ------------- |
| 2005 Detalle | Corea del Sur | Corea del Sur   | liga            | Corea del Norte | Japón         | liga      | China         |
| 2008 Detalle | China         | Japón           | liga            | Corea del Norte | China         | liga      | Corea del Sur |
| 2010 Detalle | Japón         | Japón           | liga            | China           | Corea del Sur | liga      | China Taipéi  |
| 2013 Detalle | Corea del Sur | Corea del Norte | liga            | Japón           | Corea del Sur | liga      | China         |
| 2015 Detalle | China         | Corea del Norte | liga            | Corea del Sur   | Japón         | liga      | China         |
| 2017 Detalle | Japón         | Corea del Norte | liga            | Japón           | China         | liga      | Corea del Sur |
| 2019 Detalle | Corea del Sur | Japón           | liga            | Corea del Sur   | China         | liga      | China Taipéi  |
| 2022 Detalle | Japón         | Japón           | liga            | China           | Corea del Sur | liga      | China Taipéi  |
| 2025 Detalle | Corea del Sur | Corea del Sur   | liga            | China           | Japón         | liga      | China Taipéi  |

## Títulos por país
En cursiva, se indica el torneo en que el equipo fue local. 
| Selección       | Campeón                    | Subcampeón           | Tercer lugar         | Cuarto lugar               |
| --------------- | -------------------------- | -------------------- | -------------------- | -------------------------- |
| Japón           | 4 (2008, 2010, 2019, 2022) | 2 (2013, 2017)       | 3 (2005, 2015, 2025) |                            |
| Corea del Norte | 3 (2013, 2015, 2017)       | 2 (2005, 2008)       |                      |                            |
| Corea del Sur   | 2 (2005, 2025)             | 2 (2015, 2019)       | 3 (2010, 2013, 2022) | 2 (2008, 2017)             |
| China           |                            | 3 (2010, 2022, 2025) | 3 (2008, 2017, 2019) | 3 (2005, 2013, 2015)       |
| China Taipéi    |                            |                      |                      | 4 (2010, 2019, 2022, 2025) |

## Mejores jugadoras
| Jugadora     | Selección       | Año  |
| ------------ | --------------- | ---- |
| Ho Sun-hui   | Corea del Norte | 2005 |
| Homare Sawa  | Japón           | 2008 |
| Homare Sawa  | Japón           | 2010 |
| Kim Un-ju    | Corea del Norte | 2013 |
| Wi Jong-sim  | Corea del Norte | 2015 |
| Kim Yun-mi   | Corea del Norte | 2017 |
| Moeka Minami | Japón           | 2019 |
| Risa Shimizu | Japón           | 2022 |

## Goleadoras
En 2005, cinco jugadoras anotaron un gol cada una, y en 2022 13 jugadoras anotaron un gol cada una, por lo que el premio no fue concedido en esas dos ediciones.
| Año  | Jugadora                                       | Club                      | Goles        |
| ---- | ---------------------------------------------- | ------------------------- | ------------ |
| 2005 | No concedido                                   | No concedido              | No concedido |
| 2008 | Shinobu Ohno                                   | Japón                     | 3            |
| 2010 | Han Duan Mana Iwabuchi Lee Jang-mi Yoo Young-a | China Japón Corea del Sur | 2            |
| 2013 | Ho Un-byol                                     | Corea del Norte           | 2            |
| 2015 | Ra Un-sim                                      | Corea del Norte           | 3            |
| 2017 | Kim Yun-mi                                     | Corea del Norte           | 4            |
| 2019 | Mana Iwabuchi                                  | Japón                     | 5            |
| 2022 | No concedido                                   | No concedido              | No concedido |